# Scutoïde

Een scutoïde vergeleken met een prisma, afgeknotte piramide en prismatoïde.

Een scutoïde is een geometrisch lichaam tussen twee parallelle vlakken. De grens van elk van de vlakken (en van alle andere parallelle vlakken daartussen) is een veelhoek en de hoekpunten van de twee buitenste veelhoeken zijn of Y-vormig of door een curve verbonden. Scutoïden hebben ten minste één hoekpunt tussen deze twee vlakken. Scutoïden zijn niet noodzakelijkerwijs convex en de zijvlakken zijn niet per se vlak, dus meerdere scutoïden kunnen tegen elkaar worden gezet om de gehele ruimte tussen de twee parallelle vlakken te vullen.

## Naam

Het object werd voor het eerst beschreven in Nature Communications en werd gepubliceerd op 27 juli 2018. De naam scutoïde werd bedacht vanwege de gelijkenis met de vorm van het scutum en het scutellum bij sommige insecten, zoals bij de kevers in de onderfamilie Cetoniidae.
Clara Grima verklaarde dat de vorm tijdens het werken aan het project als grap Escutoid werd genoemd, verwijzend naar de leider van de biologiegroep Luis M. Escudero.